# 八戸ダム
八戸ダム（やとダム）は、島根県江津市桜江町八戸地先にある八戸川のダムで、高さ72.0mの重力式コンクリートダムである。ダム湖は桜井湖（さくらいこ）である。

## 沿革
八戸川は、台風や梅雨前線豪雨により、過去幾度も被災したことから、1957年（昭和32年）に現在の八戸ダムから150m上流の位置に砂防ダムを建設した。
　しかし、その後も1958年（昭和33年）7月、1965年（昭和40年）7月に再度被災し、抜本的な治水対策が必要となった。
　一方、江の川においては、河口より8kmの地点まで塩水が遡上しており、渇水になるとさらに上流に遡上し、既得用水の取水が出来なくなっていた。
　また、江の川河口部を含む石見臨海地区は県が重点的に工業開発を推進する地区としたことから、工業用水と水道用水を供給することが必要となり、併せて、工業開発を促進するうえからも電力供給力を強化する必要があった。
　このように治水はもとより利水においても早急な対策が必要となったことから、八戸川総合開発事業の一環として、江の川水系八戸川の中流部の島根県江津市桜江町八戸地先に、八戸ダムは多目的ダムとして建設され、1971年（昭和46年）に着工し、1976年（昭和51年）に完成した。